# Brieselanger Licht
Koordinaten: 52° 35′ 54,6″ N, 13° 1′ 25,9″ O
Das Brieselanger Licht ist eine moderne Sage um Lichterscheinungen im Brieselanger Forst im brandenburgischen Landkreis Havelland.
Seit den 1980ern soll es dort Berichte über Lichterscheinungen geben, aber auch über Stimmen und Geräusche. Die meisten berichteten Lichterscheinungen sollen von weißer Färbung sein, daneben wurde auch von roten und grünen Lichterscheinungen berichtet, die Gestalt reichte dabei von Flackern und anschließendem Verschwinden bis hin zu schwebenden Erscheinungen. Das Licht soll spontan in der Nähe von Betrachtern auftreten, aber auch aus der Entfernung sichtbar sein.

## Erklärungsversuche

### Natürliche Erklärungen
Da es sich bei dem Brieselanger Forst um ein ehemaliges Sumpfgebiet handelt, das im 18. Jahrhundert unter Friedrich Wilhelm I. entwässert wurde, könnten Gase aus dem Boden entweichen und in Verbindung mit dem Sauerstoff der Luft ein Leuchten erzeugen.

### Anthropogene Erklärungen
Zahlreiche Jugendliche haben die Geschichten zum Anlass genommen, den Wald nachts als Mutprobe zu besuchen und dort selbst zu rufen und zu leuchten. Im Zuge dessen kam es auch zu Übergriffen.

### Paranormale Theorien
Eine paranormale Theorie bezieht sich auf die angebliche Vergewaltigung und Ermordung eines zwölfjährigen Mädchens im Wald durch betrunkene Soldaten der Roten Armee 1945. Seit dieser Tat soll der Geist des Mädchens durch den Wald streifen. Auch die Geschichte eines Bahnwärters, der noch immer trotz des stillgelegten Bahnhofes den Zügen leuchtet, die eines Wahnsinnigen, der aus einer Nervenheilanstalt in der Nähe entflohen sei und Geschichten über Hexen und Außerirdische werden als paranormale Erklärungen vorgetragen.

### Radio/Podcast
- „Die RadioFritzen und das Brieselanger Licht“[6]
- Alexa Waschkau, Alexander Waschkau: Folge 189: Brieselanger Licht. (mp3) In: Hoaxilla. 29. Juni 2015, abgerufen am 10. Oktober 2019.
- Im Jahr 2024 veröffentlichte die Band SITD den Titel „Brieselang“, welcher das Thema aufgreift.